# Негативна діалектика
Негативна діалектика — різновид діалектики, в якій перебільшується заперечення, несумісність протилежностей, мінливості понять і явищ. Теодор Адорно в своїй роботі «Негативна діалектика» виходить з принципового антагонізму між суспільною уніфікацією індивіда і його природною унікальністю. За кожною тезою він виявляє антитезу, тобто заперечення, тим самим показуючи суперечливість буття і долаючи природне бажання все спростити і звести до затишної, безконфліктної картини світу.